# Олцаи
Олцаи (итал. Olzai) је насеље у Италији у округу Нуоро, региону Сардинија.
Према процени из 2011. у насељу је живело 894 становника. Насеље се налази на надморској висини од 408 м.

## Становништво
Према резултатима пописа становништва 2011. у општини је живело 903 становника.
| 1931. | 1936. | 1951. | 1961. | 1971. | 1981. | 1991. | 2001. | 2011. |
| ----- | ----- | ----- | ----- | ----- | ----- | ----- | ----- | ----- |
| 1.478 | 1.505 | 1.736 | 1.884 | 1.481 | 1.278 | 1.162 | 1.046 | 903   |